# WASP-142
Désignations
WASP-142 est une étoile de la constellation australe de l'Hydre. Elle est l'objet primaire d'un système planétaire dont l'unique objet secondaire connu à ce jour (juin 2015) est la planète WASP-142 b. Celle-ci a été découverte en 2013 par Tom Wagg, alors âgé de quinze ans, alors qu'il effectuait un stage à l'université de Keele. Sa découverte a été annoncée le 10 juin 2015 par un communiqué de presse de l'université. Il s'agirait d'un Jupiter chaud.
WASP-142 est distante d'environ 745 pc (∼2 430 al) de la Terre et s'éloigne du Système solaire à une vitesse radiale héliocentrique de +48 km/s.